# کلیسای مریم مقدس (دسوانک)
کلیسای مریم مقدس (ارمنی: Սուրբ Մարիամ Աստվածածին եկեղեցի / Դսեվանք؛ انگلیسی: Dsevank) یک کلیسا متعلق به کلیسای حواری ارمنی واقع در شهر هاقپات، استان لوری ارمنستان می‌باشد. ساخت و ساز این ساختمان در سده ۱۳ام میلادی؛ به پایان رسید. این بنا به سبک معماری ارمنی طراحی شده است.

## نگارخانه

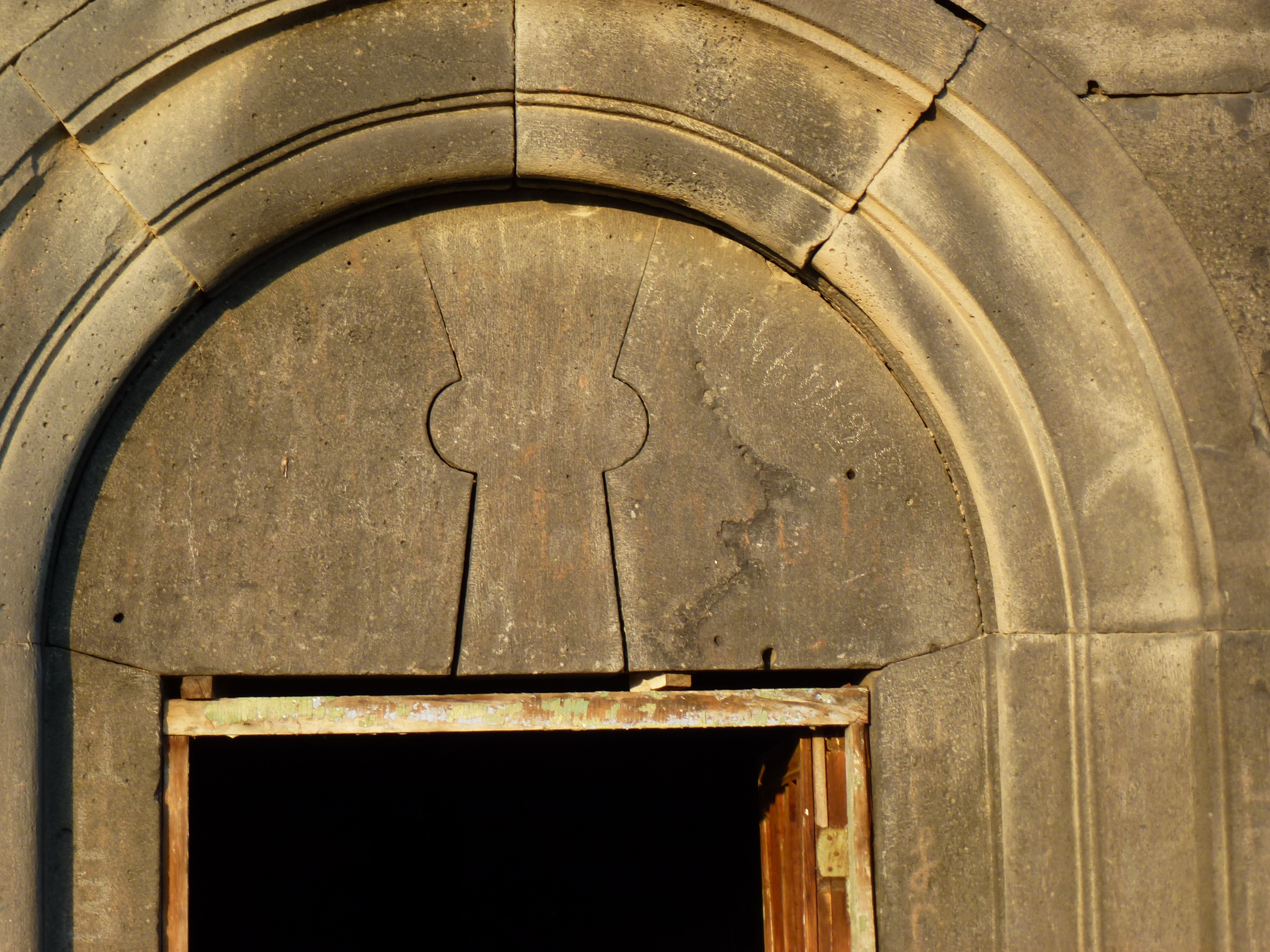
ورودی به کلیسا
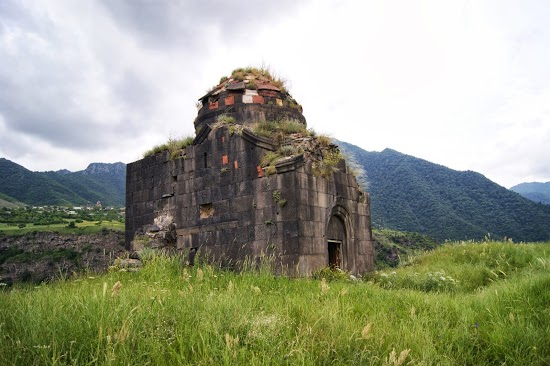
نمای کلی از کلیسا
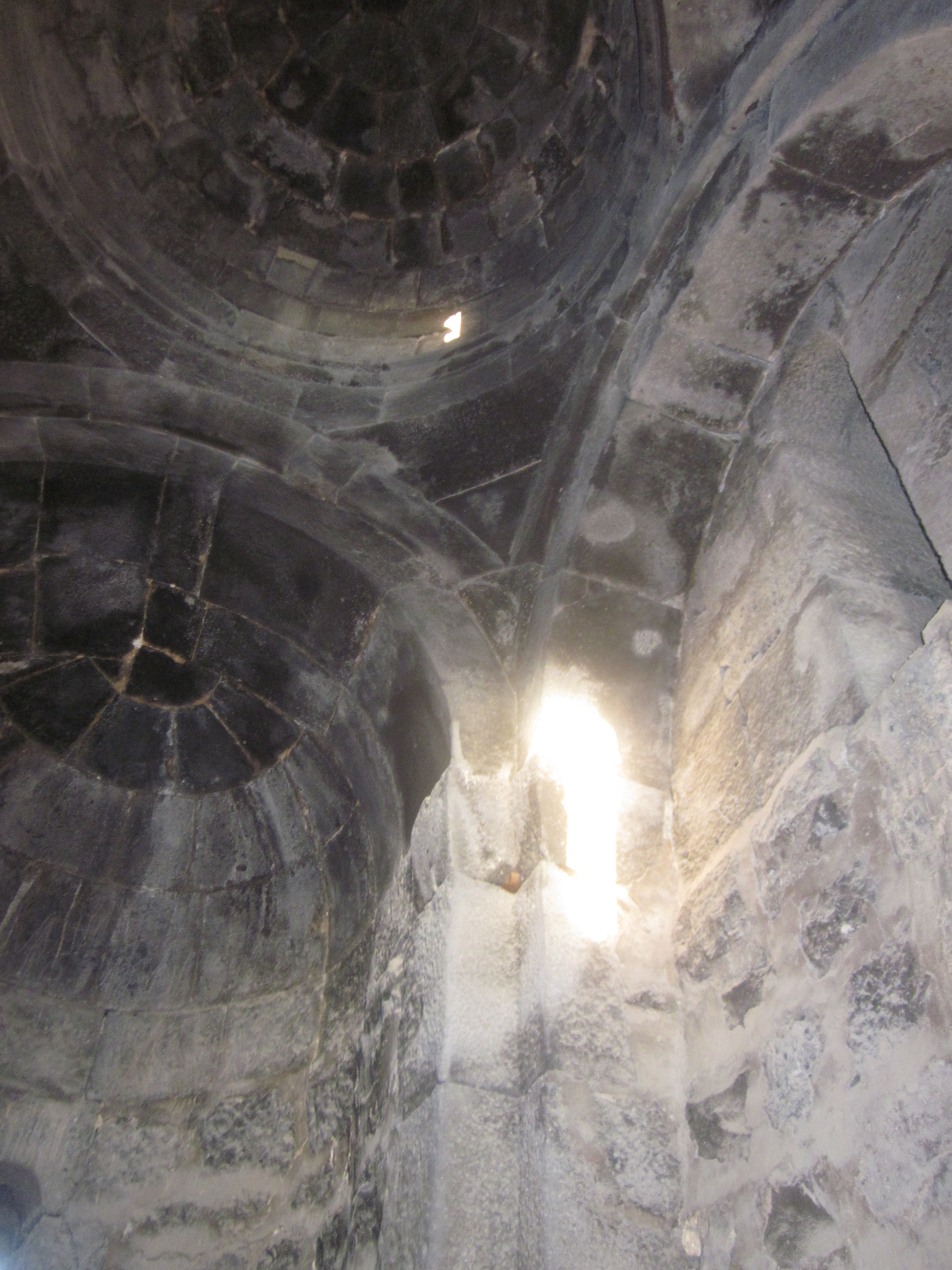
از داخل کلیسا